# آرتاشس آلکسانیان
آرتاشس ولادیمیری آلکسانیان (ارمنی: Արտաշես Վլադիմիրի Ալեքսանյան؛  زادهٔ ۱۷ ژوئیهٔ ۱۹۶۱ ) هنرپیشه اهل ارمنستان است.

## زندگی‌نامه
وی در ۱۷ ژوئیه ۱۹۶۱ در ایروان به دنیا آمد و از مؤسسه سینمایی گراسیموف فارغ‌التحصیل گشت. همچنین برندهٔ جوایزی همچون مدال گارگین نژده، مدال طلای وزارت فرهنگ جمهوری ارمنستان و هنرمند افتخاری جمهوری ارمنستان شده‌است.

## گزیده فیلمشناسی
از فیلم‌ها یا برنامه‌های تلویزیونی که وی در آن نقش داشته‌است می‌توان به گارگین نژده  اشاره کرد.